# Dům nadace Valentina Gerstbauera
Dům nadace Valentina Gerstbauera (lidově označovaný jako dům U Čtyř mamlasů) je reprezentativní nájemní dům na brněnském náměstí Svobody. Novorenesanční měšťanský dům s arkádovými chodbami ve všech patrech a s pasáží v přízemí byl postaven v letech 1899–1902 podle návrhu Germana Wanderleye (1845–1904) pro nadaci Valentina Gerstbauera.
Svůj název nese podle čtyř monumentálních mužských soch, postav z antické mytologie – Atlasů, kteří na svých ramenech drží a nesou tíhu zdobných pilířů (antický mořský obr Atlas byl titán, který musel za trest podepírat svými rameny nebeskou klenbu). Sochy jsou dílem sochaře Johanna Eduarda Tomoly. Ve tvářích těchto spoře oděných mužů lze vidět různé emoce. 
Vnitřní uspořádání navrhl Alois Prastorfer. Dům je památkově chráněn.